# Porphyrio paepae
Porphyrio paepae — вимерлий вид журавлеподібних птахів родини пастушкових (Rallidae). Описаний з субфосильних решток на островах Хіва-Оа і Тахуата зі складу Маркізьких островів (Французька Полінезія). Рештки датуються XIV століттям. Можливо, вид зберігся приблизно до 1900 року; у нижньому правому куті картини Поля Ґоґена 1902 року «Чарівник з Хіва-Оа або Маркізький червоний плащ» намальований птах, який нагадує за описом Porphyrio paepae. Тур Хеєрдал стверджував, що бачив подібного нелітючого птаха на Хіва-Оа в 1937 році. 